# Алвиз Араски
Алвиз Араски (на френски: Alvise) е фламандски духовник.

## Биография
Той е роден в графство Фландрия, според различни източници през 1060, 1070 или 1075 година. Той е послушник, а след това каноник в манастира „Свети Бертин“ в Сент Омер. През 1131 година става епископ на Арас. Включва се във Втория кръстоносен поход в двора на френския крал Луи VII.
Алвиз умира след тежко заболяване на 6 септември 1148 година във Филипопол. Погребан е в църквата „Свети Георги“, на мястото на днешната арменска църква.